# Ровное (Белгородская область)
Ровное — посёлок в Валуйского района Белгородской области России. Входит в состав Валуйского городского округа.

## География
Село находится в юго-восточной части региона, в лесостепной зоне, в пределах юго-западной части Среднерусской возвышенности.

### Климат
Климат характеризуется как умеренно континентальный. Средняя температура января −7,4 °C, средняя температура июля +20,3 °C. Годовое количество осадков составляет около 500 мм. Среднегодовое направление ветра юго-западное.

## История
В 1968 г. указом президиума ВС РСФСР посёлок второго отделения совхоза имени Ватутина переименован в Ровное.
Входил в состав Рождественского сельского поселения, упразднённое 19 апреля 2018 года при преобразовании Валуйского района в Валуйский городской округ.

## Население
| 2002 | 2010 |
| ---- | ---- |
| 260  | ↘212 |

## Инфраструктура
Основа экономики — сельское хозяйство. Действовало отделение совхоза имени Ватутина.
Действует детсад, магазин.

## Транспорт
Ровное доступно автотранспортом по автодороге регионального значения «Новый Оскол — Валуйки — Ровеньки» (идентификационный номер 14 ОП РЗ К-8). Остановка общественного транспорта «Ровное».